# A Paranormal Evening With The Moonflower Society
A Paranormal Evening With The Moonflower Society är det tyska symfoniska power metal-projektet Avantasias nionde studioalbum, utgivet i oktober 2022 på Nuclear Blast Records och i Japan på Ward Records. Skivan föregicks av singeln "The Wicked Rule the Night", som släpptes i maj.
Albumet resulterade i musikvideon "The Moonflower Society", samt fyra textvideor: "The Wicked Rule the Night", "Misplaced Among the Angels", "The Inmost Light" och "Kill the Pain Away".

## Låtlista
1. "Welcome to the Shadows" – 5:04
2. "The Wicked Rule the Night" – 4:24
3. "Kill the Pain Away" – 3:43
4. "The Inmost Light" – 3:26
5. "Misplaced Among the Angels" – 5:16
6. "I Tame the Storm" – 3:52
7. "Paper Plane" – 3:53
8. "The Moonflower Society" – 5:13
9. "Rhyme and Reason" – 4:41
10. "Scars" – 4:12
11. "Arabesque" – 10:09

## Medverkande
- Tobias Sammet – sång, basgitarr, keyboard, piano, orkestrering
- Sascha Paeth – gitarr, keyboard, piano, orkestrering

### Gästartister
Trummor
- Felix Bohnke

Gitarr
- Oliver Hartmann

Keyboard
- Michael Rodenberg

Sångare
- Jørn Lande (medverkar på spår 6, 11)
- Ronnie Atkins (medverkar på spår 7)
- Eric Martin (medverkar på spår 9)
- Geoff Tate (medverkar på spår 10)
- Bob Catley (medverkar på spår 8)
- Ralf Scheepers (medverkar på spår 2)
- Floor Jansen (medverkar på spår 3, 5)
- Michael Kiske (medverkar på spår 4)

Bakgrundssångare
- Ina Morgan
- Herbie Langhans
- Oliver Hartmann

## Produktion
- Sascha Paeth – producent, inspelningstekniker, mixning
- Tobias Sammet – producent
- Michael Rodenberg – mastering
- Jacob Hansen, Sheena Sear, Carl Johan Grimmark, Dan Meblin – inspelningstekniker
- Alexander Jansson – albumkonst
- Thomas Ewerhard – layout